# Maria de França, prioressa de Poissy
Maria de França (24 d'agost de 1393 - 19 d'agost de 1438) era la filla de Carles VI i la seva dona, Elisabet de Baviera. Era membre de la Casa de Valois i es va convertir en monja.

## Biografia
Maria va néixer al Bois de Vincennes i va ser la sisena de dotze fills, vuit dels quals (Maria inclosa) van viure fins a l'edat adulta.
Se sap que el pare de Marie patia una malaltia mental hereditària. Elisabet havia destinat la seva filla per a l'Església, possiblement perquè veia la bogeria del seu marit com un càstig de Déu.
Marie va entrar al convent de Poissy el 8 de setembre de 1397, prenent els seus vots com a monja el 26 de maig de 1408. Va ser l'única dels fills que va abraçar la vida religiosa; la resta dels seus germans supervivents es van casar.
En el moment en què Maria va ingressar al convent, la priora era la seva tieta, Maria de Borbó, que era la germana petita de l'àvia paterna, Joana de Borbó. Amb la jove Marie també va ingressar al convent com a companya Maria, la filla de Christine de Pisan. Christine va descriure una visita a Poissy el 1400 a la seva obra «El Llibre del Dit de Poissy», on va ser rebuda "amb alegria i tendresa" per Maria de Valois, de només set anys, i la Prioressa. Cristina també va descriure els allotjaments de Maria com a propis d'una princesa reial.
En 1405, la seva mare, Elisabet i el seu oncle Lluís I, duc d'Orleans, la van visitar i van intentar convèncer-la que abandonés la vida religiosa per casar-se amb Eduard, fill de Robert, duc de Bar, un aliat de Lluís. Però Maria va declinar, subratllant que només el rei (que era mentalment inestable en aquells moments) tenia el poder de forçar-la a prendre marit, i ella es quedà a l'abadia. En anys posteriors, es va convertir en prioressa del convent i va viure la resta de la seva vida allà.
Va morir a causa de la pesta negra el 19 d'agost de 1438 al Palais Royal de París i va ser enterrada al convent. L'únic dels seus germans que li va sobreviure va ser el rei Carles VII.